# Mons Claudianus
Der Mons Claudianus ist ein antiker Steinbruch in der Arabischen Wüste am Gebel Fatireh. Er liegt in Ägypten zwischen Qena (Kainopolis) am Nil (nördlich von Luxor, 100 km Luftlinie) und Safaga am Roten Meer (45 km), in der Nähe des Wadi Fatiri el-Bayda in einer völlig unbesiedelten Gegend im Gouvernement Rotes Meer. Hurghada liegt 55 km nordöstlich des Steinbruchs. Hier wurde zwischen dem späten 1. und der Mitte des 3. Jahrhunderts n. Chr. Granit (Granodiorit) abgebaut.

## Stein und Verwendung
Der hier anstehende Stein ist ein hellgrauer Gneis mit grünlich-schwarzen Einsprengseln. Die Römer nannten das Material marmor Claudianum. Der italienische Name „granito del foro“ besagt, wo das Material Verwendung fand. Das Material wurde aber auch in vielen anderen römischen Prachtbauten verbaut, zum Beispiel im Pantheon in Rom. Im Steinbruch blieben einige unfertige oder zerbrochene Gegenstände zurück, beispielsweise eine etwa 200 Tonnen wiegende Säule. In mittelalterlichen Gebäuden in Kairo findet sich der Granit als Fußbodenbelag und als Wandverkleidung, wohl meist in sekundärer Verwendung.

## Arbeitsorganisation
Der Steinbruch gehörte vermutlich dem Kaiser selbst, die Verwaltung unterlag der Armee. Wie Ausgrabungen ergaben, arbeiteten in dem Steinbruch keine Sklaven, sondern spezialisierte Arbeiter. Deren Verpflegung zeigt, dass sie unter recht komfortablen Bedingungen lebten.

## Infrastruktur

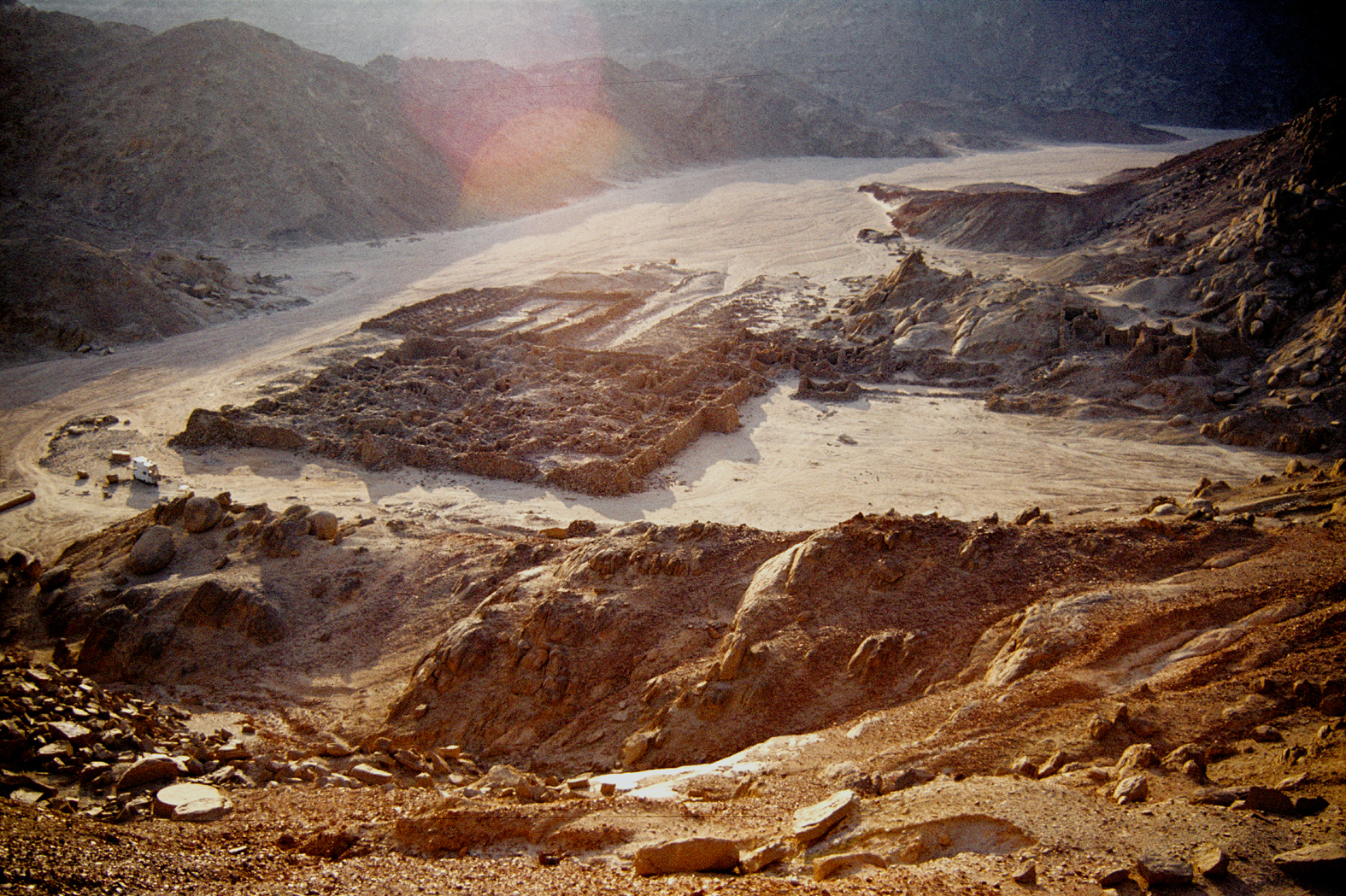
Blick von Nordosten auf das Lager im Dezember 1983

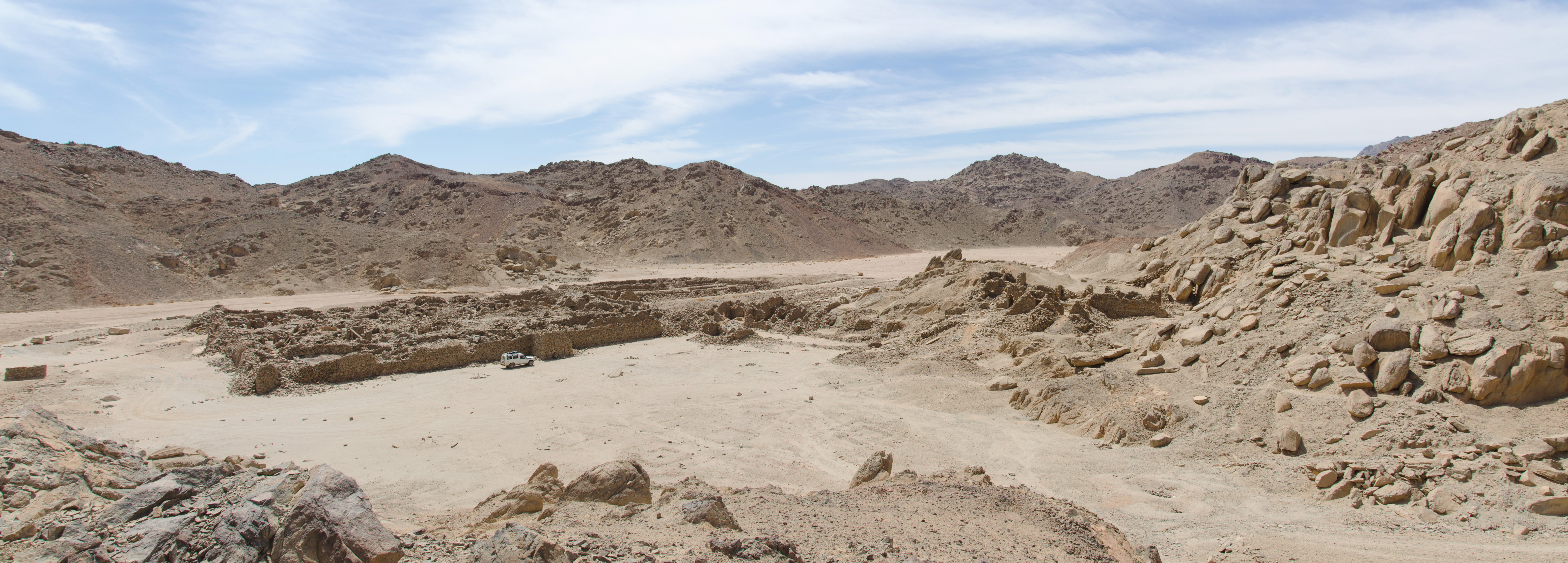
Panorama des Lagers im März 2015

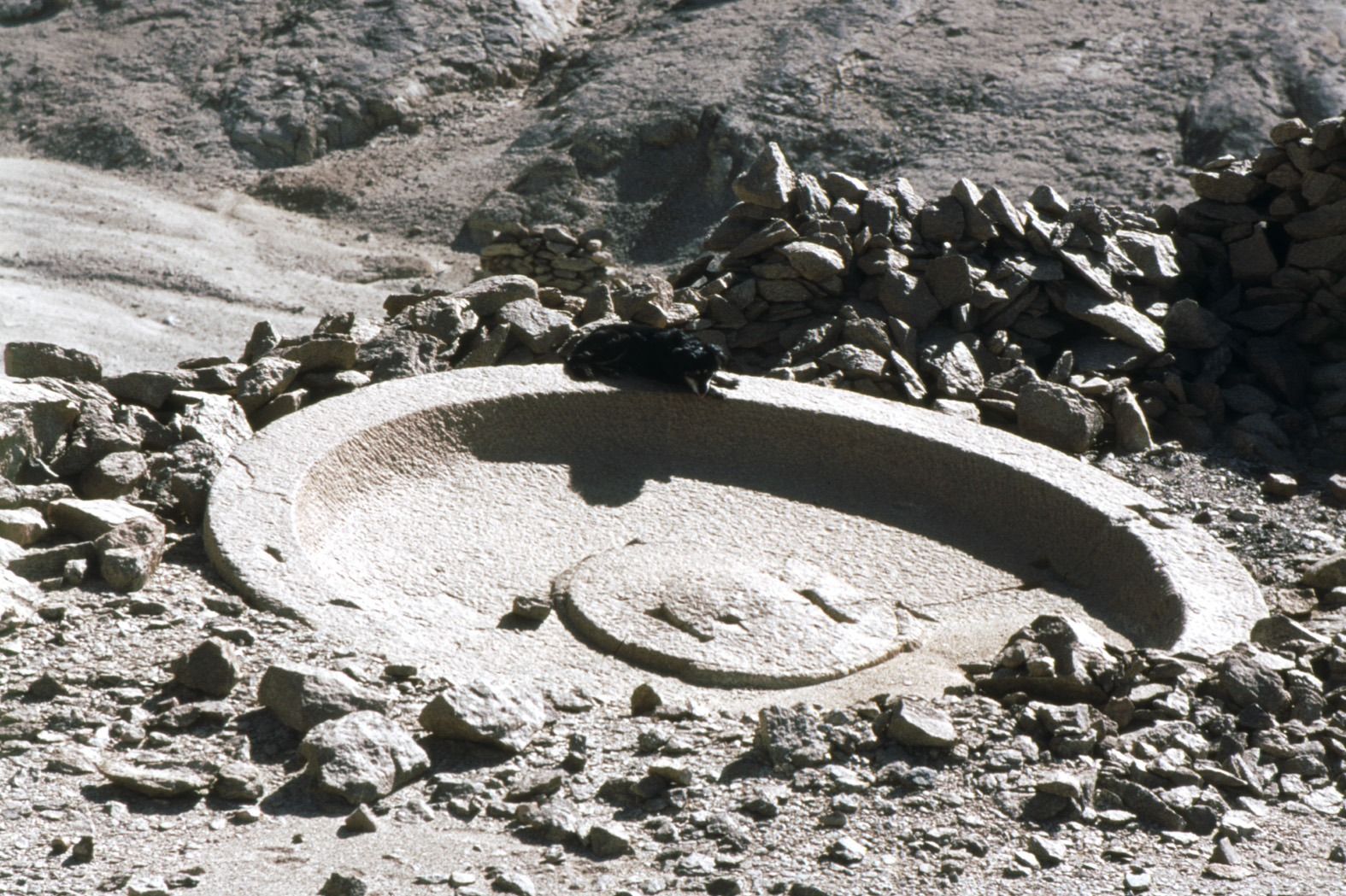
Gespaltene Brunnenschale

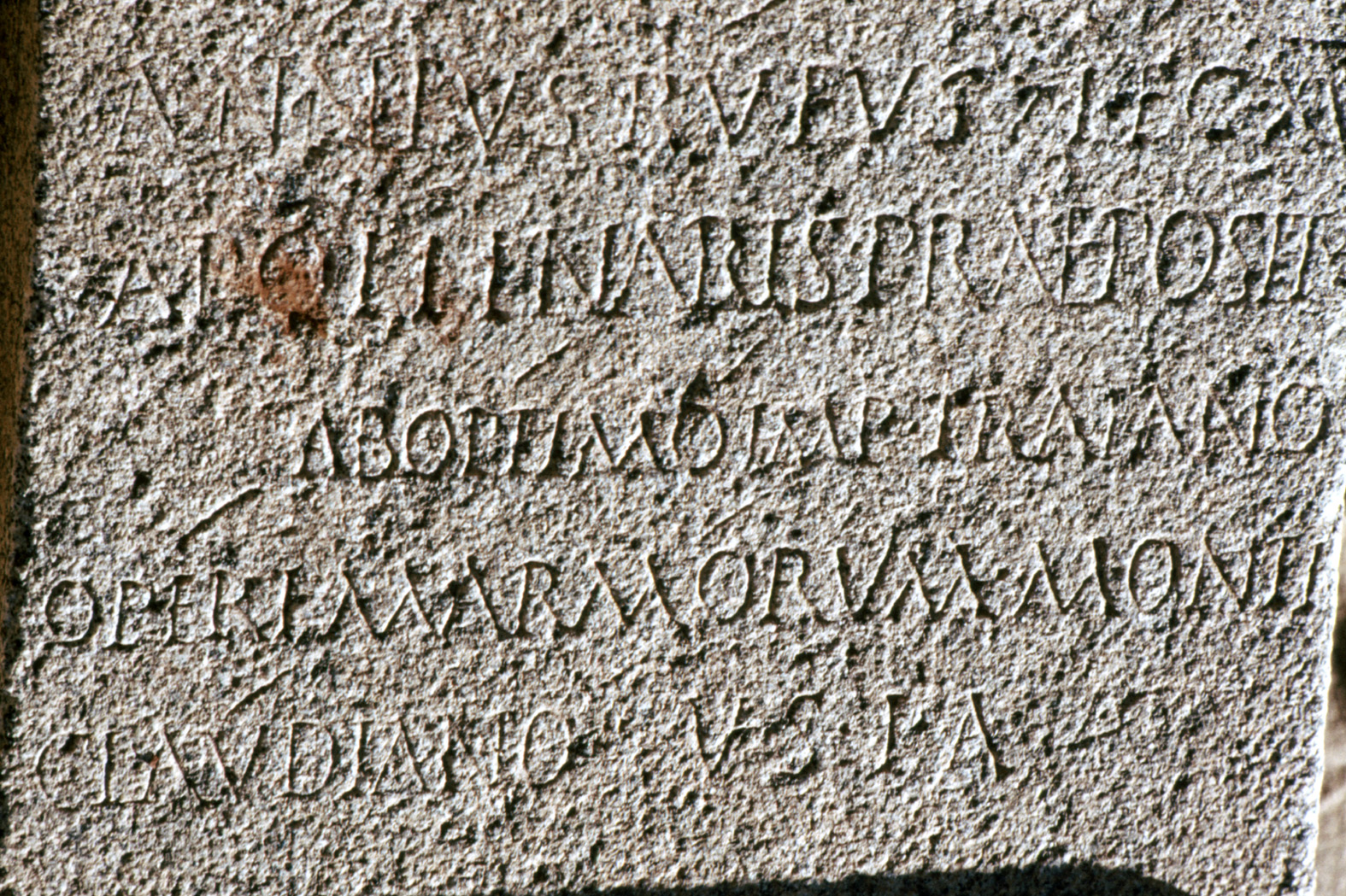
Römische Inschrift

Der Steinbruch war durch eine Straße mit dem Niltal verbunden. Der Transport der halbfertigen Steine auf vier- bis zwölfachsigen Wagen ins Niltal dauerte mindestens fünf Tage. In Tagesabständen lagen an der Straße kleine Lager (Hydreumata), die als Nachtunterkünfte dienten. Sie enthielten Schlafräume, Ställe und Zisternen.
Der Verlauf der Straße ist heute noch gut im Gelände zu erkennen. Etwa 125 Lesesteinhaufen und Türme markierten ihren Verlauf, vielleicht dienten sie auch als Signalstationen. Das Gebiet wurde außerdem durch ungefähr sechzig kleinere Armeestützpunkte überwacht und versorgt. Sie sicherten auch die Versorgung der Küstenstationen am Roten Meer im Süden und des Steinbruchs Mons Porphyrites.
Die Straße zwischen Abu Sha'ar mit seinem Militärlager und Kainopolis wurde zwischen dem 1. und 7. Jahrhundert n. Chr. genutzt; bis zum Ende des 3. Jahrhunderts zum Steintransport, nach der Reform der Grenzverteidigung durch Diokletian und Konstantin war sie Teil des Limes. Danach reisten hier vielleicht auch Pilger zu den Heiligtümern am nördlichen Roten Meer, auf dem Sinai und im Heiligen Land. Darauf deutet auch die Existenz einer Kirche in Mons Porphyrites hin.

## Siedlung
Die Siedlung der Steinbrucharbeiter war mit Mauern und Türmen befestigt. Es ist anzunehmen, dass hier tausend Menschen lebten. Die Unterkünfte sind oft noch bis zum Dach erhalten, da in dieser entlegenen Gegend kein späterer Steinraub stattfand.

## Erforschung
Der Steinbruch wurde im 19. Jahrhundert durch Reisende entdeckt. 1961 und 1964 führte die Abteilung Kairo des Deutschen Archäologischen Instituts dort Forschungen durch. Grabungen fanden 1987 bis 1993 unter der Leitung von Jean Bingen (Universität Brüssel) und durch ein ägyptisch-britisches Projekt unter David Peacock (University of Southampton) und Valerie Maxfield (University of Exeter) statt.

## Funde
Durch die extreme Trockenheit haben sich hier organische Materialien gut erhalten. So wurden etwa 50.000 Textilfragmente gefunden – eines der größten Korpora römischer Textilien überhaupt. Außerdem wurden Körbe, Schuhe, Seile und Papyrusfetzen sowie Tierknochen und Pflanzenreste gefunden, die es ermöglichen, die Ernährung der Arbeiter zu rekonstruieren.
Zu den wichtigsten Funden gehören fast 10.000 beschriebene Scherben (Ostraka), die Informationen über die Verwaltung und die Lebensbedingungen der Arbeiter liefern. So ist auf diesen Scherben beispielsweise der Lohn der Arbeiter überliefert, der deutlich höher war als im Niltal. Die meisten Scherben betreffen Materialanforderungen, zum Beispiel von Wagenachsen. Nach erfolgter Lieferung wurden die Scherben weggeworfen. Die meisten der beschriebenen Scherben wurden jedoch nicht mehr in Primärkontext gefunden, sondern auf den Straßen, in verlassenen Gebäuden oder als Verfüllung von Geländevertiefungen oder Baustellen. Die Keramik stammt hauptsächlich aus ägyptischen Werkstätten, es kommen jedoch auch Importe aus dem östlichen Mittelmeerraum, der Kyrenaika, Nordafrika, Spanien und Gallien vor.

## Ernährung
Die Grundlage der Ernährung bildeten Weizen, Gerste, Linsen, Datteln, Oliven, Zwiebeln und Eselsfleisch sowie Fisch aus dem Roten Meer. Diese wurden durch Zitronen, Artischocken, Walnüsse, Pinienkerne, Mandeln, Haselnüsse, Granatäpfel, Wassermelonen Gurken und sogar Austern ergänzt. Pfeffer, ein Import aus Indien, diente als Gewürz. Im begrenzten Umfang wurde auch gejagt.
Die Samen von Kohl, Kohlrübe, Kresse, Chicorée, Minze und Basilikum wurden ebenfalls gefunden, vielleicht wurden diese Pflanzen vor Ort angebaut. Angekeimte Gerste verweist darauf, dass vor Ort auch Bier gebraut wurde.
Funde importierter Amphoren belegen, dass die Arbeiter oder die Garnison auch mit Olivenöl, defrutum (eingedickter Traubensaft), garum (Fischsoße) und Wein versorgt wurden.
Gerste und Druschreste dienten auch als Viehfutter. Als Brennmaterial wurde Dung und Holzkohle verwendet.

## Weitere römische Steinbrüche in der östlichen Wüste
- Wadi Hammamat (Mons Basanites): lapis hexacontalithos
- Mons Porphyrites: Porphyr, lapis porphyrites
- Wadi Barud: marmor Tiberianum
- Wadi Umm Schegilat, Diorit
- Wadi Umm Esch, Serpentinit, lapis batrachites